# Thành phố Tokyo

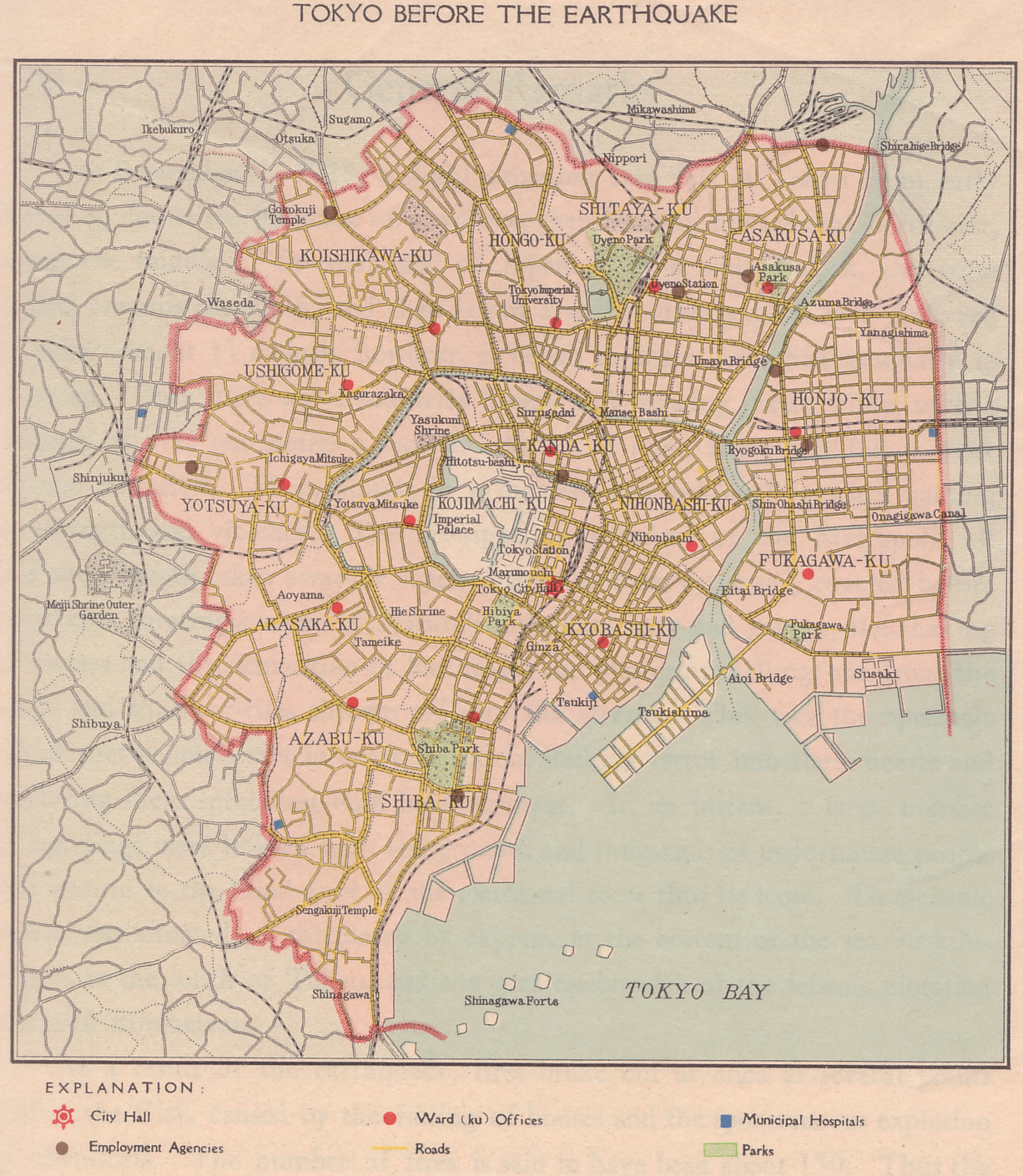
Bản đồ thành phố Tokyo trước Đại thảm họa động đất Kantō năm 1923

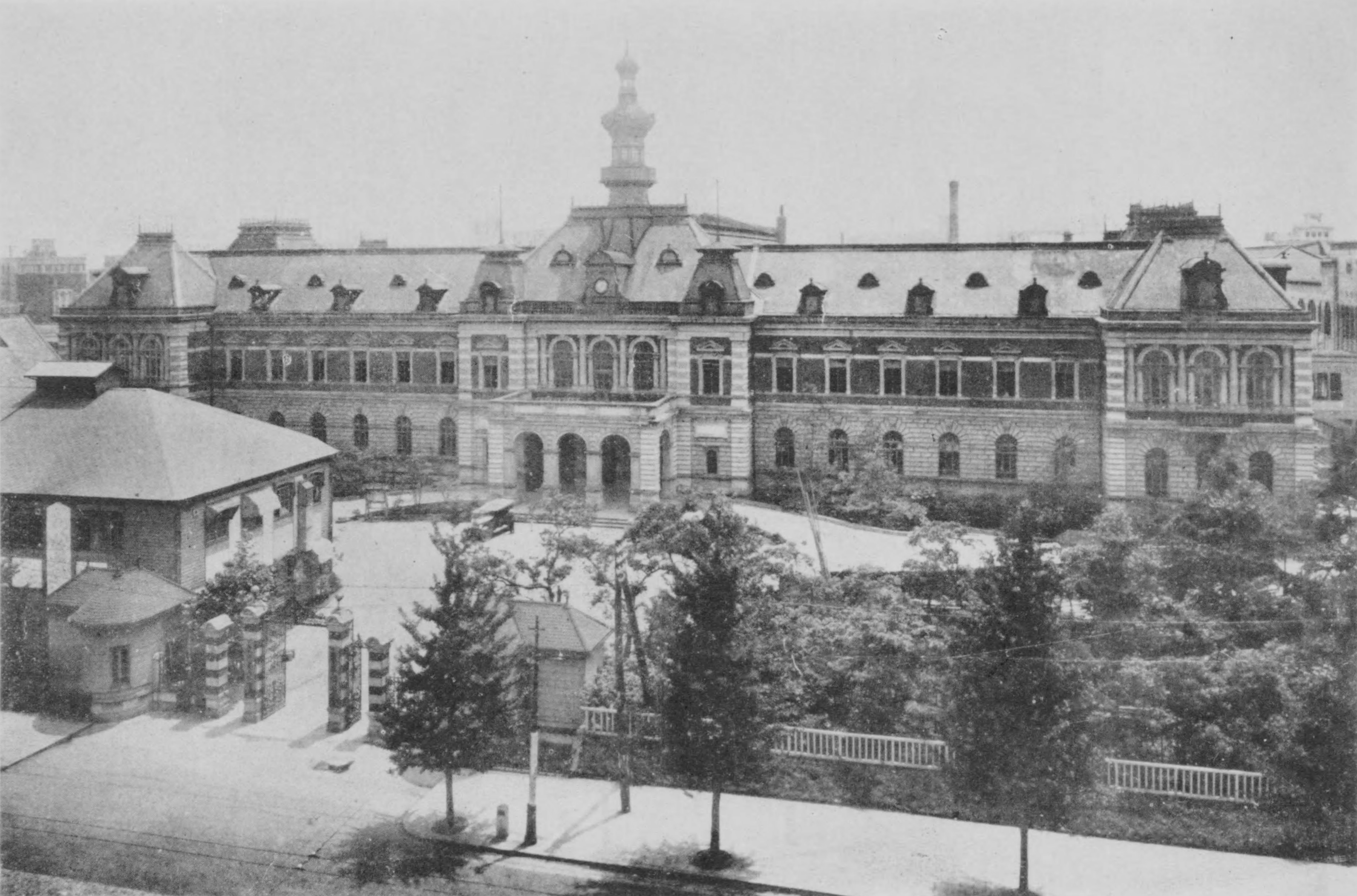
Văn phòng Phủ Tokyo và Tòa thị chính Tokyo

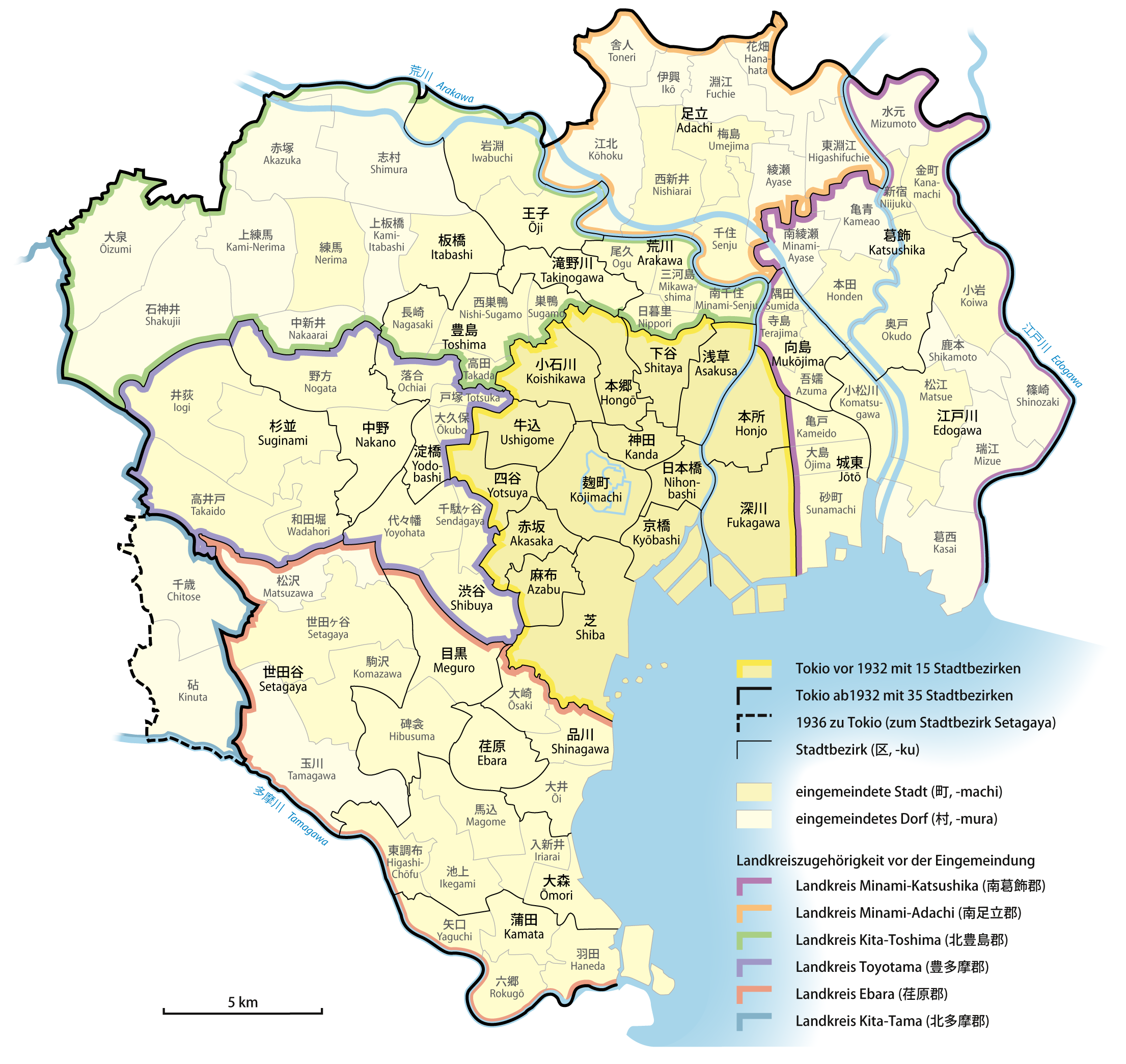
Bản đồ hành chính của "Đại Tokyo" (大東京 Dai-Tōkyō), sự sáp nhập của 82 thị trấn vào thành phố Tokyo năm 1932, và hai vụ sáp nhập nhỏ vào năm 1936

Thành phố Tokyo (東京市 (Đông Kinh thị) Tōkyō-shi) là một thành phố của Nhật Bản và là một phần của Tokyo-fu, tồn tại từ ngày 1 tháng 5 năm 1889 cho đến khi nó được sáp nhập với tỉnh của nó vào ngày 1 tháng 7 năm 1943. Ranh giới lịch sử của thành phố Tokyo hiện đang được quản lý bởi 23 khu đặc biệt của Tokyo. Chính phủ sáp nhập mới trở thành địa danh mà bây giờ là Tokyo, còn gọi là Thủ đô Tokyo, hoặc, một cách mơ hồ, là Tỉnh Tokyo.

## Lịch sử
Vào năm 1868, thành phố thời trung cổ Edo, nơi đặt chính quyền Tokugawa, được đổi tên là Tokyo, và các văn phòng của Phủ Tokyo (-fu) được mở ra. Phạm vi của Phủ Tokyo ban đầu chỉ giới hạn ở thành phố Edo cũ, nhưng nhanh chóng gia tăng đến kích cỡ có thể so sánh với Vùng Thủ đô Tokyo hiện tại. Năm 1878, sự tái tổ chức chính quyền địa phương của chính phủ Minh Trị đã phân chia các tỉnh thành hạt hoặc quận huyện (gun, được chia nhỏ hơn thành các thị trấn và làng mạc, sau đó được sắp xếp lại tương tự như các quận của nước Phổ) và quận huyện hoặc khu (ku) vốn nằm trong các thành phố thuộc tỉnh thông thường, ví dụ thành phố Hiroshima hiện tại (-shi) được đổi thành Hiroshima-ku; ba thành phố lớn của Tokyo, Osaka và Kyoto đều được chia thành nhiều khu. Tại Phủ Tokyo, việc này tạo ra 15 khu (liệt kê dưới đây) và sáu hạt/quận.
Năm 1888, chính quyền trung ương đã tạo ra khung pháp lý cho hệ thống các thành phố (shi) hiện tại, tạo ra một số quyền cơ bản của địa phương - với một số điểm tương đồng với hệ thống chính quyền tự thân địa phương của Phổ khi mà cố vấn của chính phủ Minh Trị Albert Mosse có ảnh hưởng lớn đến tổ chức chính quyền địa phương. Nhưng theo một quy định đặc biệt của Thiên hoàng, thành phố Tokyo, như thành phố Kyoto và thành phố Osaka, ban đầu không có một thị trưởng riêng; thay vào đó, một thống đốc (được bổ nhiệm) của Phủ Tokyo làm thị trưởng thành phố Tokyo. Hội đồng/hội nghị thành phố Tokyo (Tōkyō-shikai) lần đầu tiên được bầu vào tháng 5 năm 1889. Mỗi khu cũng giữ lại một hội đồng riêng. Thành phố và chính phủ tỉnh đã được tách ra vào năm 1898, và chính phủ bắt đầu chỉ định một thị trưởng riêng của thành phố Tokyo vào năm 1898, nhưng vẫn giữ lại chế độ cấp khu, tiếp tục cho đến ngày nay trong hệ thống khu đặc biệt. Từ năm 1926, thị trưởng được bầu bởi hội đồng/hội nghị dân cử thành phố từ các cấp bậc của nó. Tòa thị chính Tokyo nằm ở quận Yūrakuchō, tại một địa điểm hiện được quản lý bởi Diễn đàn Thê giới Tokyo.
Tokyo đã trở thành thành phố lớn thứ hai trên thế giới (dân số 4,9 triệu người) khi thu hút một số quận ngoại vi vào tháng 7 năm 1932, tạo nên quy mô thành phố tổng cộng 35 khu.
Năm 1943, thành phố này đã được bãi bỏ, chia lại thành 23 khu đặc biệt như hiện nay. Phủ Tokyo (東京府 - Tōkyō-fu) chuyển thành Thủ đô Tokyo (東京都 - Tōkyō-to), có chức năng là một phần của chính phủ trung ương Nhật Bản: Thống đốc Tokyo đã trở thành một bộ trưởng trong nội các báo cáo trực tiếp với Thủ tướng. Hệ thống này vẫn được áp dụng cho đến năm 1947 khi cơ cấu hiện tại của Chính quyền Thủ đô Tokyo được hình thành.
|  | Tōkyō-fu ("Phủ Tokyo")        |                          | |
|  | Tōkyō-shi ("Thành phố Tokyo") | Các thành phố khác (shi) | thị trấn (machi) và làng mạc (mura) (cho đến những năm 1920 hạ xuống cấp dưới quận/huyện) (các đô thị hòn đảo hạ xuống cấp dưới các khu cấu thành tỉnh) |
|  | Quận/khu (ku)                 | Các thành phố khác (shi) | thị trấn (machi) và làng mạc (mura) (cho đến những năm 1920 hạ xuống cấp dưới quận/huyện) (các đô thị hòn đảo hạ xuống cấp dưới các khu cấu thành tỉnh) |

## Các khu
| 1889 - 1920 (15 khu)                      | 1889 - 1920 (15 khu)                     | 1920 - 1932 (15 khu)                     | 1920 - 1932 (15 khu)                     | 1932 - 1936 (35 khu) | 1936 - 1947 (35 khu) | 23 khu đặc biệt của Vùng Thủ đô Tokyo |
| ----------------------------------------- | ---------------------------------------- | ---------------------------------------- | ---------------------------------------- | -------------------- | -------------------- | ------------------------------------- |
| Kōjimachi                                 | Kōjimachi                                | Kōjimachi                                | Kōjimachi                                | Kōjimachi            | Kōjimachi            | Chiyoda                               |
| Kanda                                     |                                          |                                          |                                          |                      |                      | Chiyoda                               |
| Nihonbashi                                | Nihonbashi                               | Nihonbashi                               | Nihonbashi                               | Nihonbashi           | Nihonbashi           | Chūō                                  |
| Kyōbashi                                  |                                          |                                          |                                          |                      |                      | Chūō                                  |
| Shiba                                     | Shiba                                    | Shiba                                    | Shiba                                    | Shiba                | Shiba                | Minato                                |
| Azabu                                     |                                          |                                          |                                          |                      |                      | Minato                                |
| Akasaka                                   |                                          |                                          |                                          |                      |                      | Minato                                |
| Yotsuya                                   | Yotsuya                                  | Yotsuya                                  | Yotsuya                                  | Yotsuya              | Yotsuya              | Shinjuku                              |
| Naito-Shinjuku-machi, Toyotama-gun        |                                          | Yotsuya                                  | Yotsuya                                  | Yotsuya              | Yotsuya              | Shinjuku                              |
| Ushigome                                  |                                          |                                          |                                          |                      |                      | Shinjuku                              |
| Yodobashi-machi, Toyotama-gun             | Yodobashi-machi, Toyotama-gun            | Yodobashi-machi, Toyotama-gun            | Yodobashi-machi, Toyotama-gun            | Yodobashi            | Yodobashi            | Shinjuku                              |
| Ōkubo-machi, Toyotama-gun                 |                                          |                                          |                                          | Yodobashi            | Yodobashi            | Shinjuku                              |
| Totsuka-machi, Toyotama-gun               |                                          |                                          |                                          | Yodobashi            | Yodobashi            | Shinjuku                              |
| Ochiai-machi, Toyotama-gun                |                                          |                                          |                                          | Yodobashi            | Yodobashi            | Shinjuku                              |
| Koishikawa                                | Koishikawa                               | Koishikawa                               | Koishikawa                               | Koishikawa           | Koishikawa           | Bunkyō                                |
| Hongō                                     |                                          |                                          |                                          |                      |                      | Bunkyō                                |
| Shitaya                                   | Shitaya                                  | Shitaya                                  | Shitaya                                  | Shitaya              | Shitaya              | Taitō                                 |
| Asakusa                                   |                                          |                                          |                                          |                      |                      | Taitō                                 |
| Honjo                                     | Honjo                                    | Honjo                                    | Honjo                                    | Honjo                | Honjo                | Sumida                                |
| Terashima-machi, Minami-Katsushika-gun    | Terashima-machi, Minami-Katsushika-gun   | Terashima-machi, Minami-Katsushika-gun   | Terashima-machi, Minami-Katsushika-gun   | Mukojima             | Mukojima             | Sumida                                |
| Azuma-machi, Minami-Katsushika-gun        |                                          |                                          |                                          | Mukojima             | Mukojima             | Sumida                                |
| Sumida-machi, Minami-Katsushika-gun       |                                          |                                          |                                          | Mukojima             | Mukojima             | Sumida                                |
| Fukagawa                                  | Fukagawa                                 | Fukagawa                                 | Fukagawa                                 | Fukagawa             | Fukagawa             | Kōtō                                  |
| Kameido-machi, Minami-Katsushika-gun      | Kameido-machi, Minami-Katsushika-gun     | Kameido-machi, Minami-Katsushika-gun     | Kameido-machi, Minami-Katsushika-gun     | Jōtō                 | Jōtō                 | Kōtō                                  |
| Ōjima-machi, Minami-Katsushika-gun        |                                          |                                          |                                          | Jōtō                 | Jōtō                 | Kōtō                                  |
| Suna-machi, Minami-Katsushika-gun         |                                          |                                          |                                          | Jōtō                 | Jōtō                 | Kōtō                                  |
| Shinagawa-machi, Ebara-gun                | Shinagawa-machi, Ebara-gun               | Shinagawa-machi, Ebara-gun               | Shinagawa-machi, Ebara-gun               | Shinagawa            | Shinagawa            | Shinagawa                             |
| Ōi-machi, Ebara-gun                       |                                          |                                          |                                          | Shinagawa            | Shinagawa            | Shinagawa                             |
| Ōsaki-machi, Ebara-gun                    |                                          |                                          |                                          | Shinagawa            | Shinagawa            | Shinagawa                             |
| Ebara-machi, Ebara-gun                    | Ebara-machi, Ebara-gun                   | Ebara-machi, Ebara-gun                   | Ebara-machi, Ebara-gun                   | Ebara                | Ebara                | Shinagawa                             |
| Meguro-machi, Ebara-gun                   | Meguro-machi, Ebara-gun                  | Meguro-machi, Ebara-gun                  | Meguro-machi, Ebara-gun                  | Meguro               | Meguro               | Meguro                                |
| Hibusuma-machi, Ebara-gun                 |                                          |                                          |                                          | Meguro               | Meguro               | Meguro                                |
| Ōmori-machi, Ebara-gun                    | Ōmori-machi, Ebara-gun                   | Ōmori-machi, Ebara-gun                   | Ōmori-machi, Ebara-gun                   | Ōmori                | Ōmori                | Ōta                                   |
| Iriarai-machi, Ebara-gun                  |                                          |                                          |                                          | Ōmori                | Ōmori                | Ōta                                   |
| Magome-machi, Ebara-gun                   |                                          |                                          |                                          | Ōmori                | Ōmori                | Ōta                                   |
| Ikegami-machi, Ebara-gun                  |                                          |                                          |                                          | Ōmori                | Ōmori                | Ōta                                   |
| Higashi-Chōfu-machi, Ebara-gun            |                                          |                                          |                                          | Ōmori                | Ōmori                | Ōta                                   |
| Kamata-machi, Ebara-gun                   | Kamata-machi, Ebara-gun                  | Kamata-machi, Ebara-gun                  | Kamata-machi, Ebara-gun                  | Kamata               | Kamata               | Ōta                                   |
| Yaguchi-machi, Ebara-gun                  |                                          |                                          |                                          | Kamata               | Kamata               | Ōta                                   |
| Rokugō-machi, Ebara-gun                   |                                          |                                          |                                          | Kamata               | Kamata               | Ōta                                   |
| Haneda-machi, Ebara-gun                   |                                          |                                          |                                          | Kamata               | Kamata               | Ōta                                   |
| Setagaya-machi, Ebara-gun                 | Setagaya-machi, Ebara-gun                | Setagaya-machi, Ebara-gun                | Setagaya-machi, Ebara-gun                | Setagaya             | Setagaya             | Setagaya                              |
| Komazawa-machi, Ebara-gun                 |                                          |                                          |                                          | Setagaya             | Setagaya             | Setagaya                              |
| Matsuzawa-mura, Ebara-gun                 |                                          |                                          |                                          | Setagaya             | Setagaya             | Setagaya                              |
| Tamagawa-mura, Ebara-gun                  |                                          |                                          |                                          | Setagaya             | Setagaya             | Setagaya                              |
| Kinuta-mura, Kita-Tama-gun                |                                          |                                          |                                          |                      | Setagaya             | Setagaya                              |
| Chitose-mura, Kita-Tama-gun               |                                          |                                          |                                          |                      | Setagaya             | Setagaya                              |
| Shibuya-machi, Toyotama-gun               | Shibuya-machi, Toyotama-gun              | Shibuya-machi, Toyotama-gun              | Shibuya-machi, Toyotama-gun              | Shibuya              | Shibuya              | Shibuya                               |
| Sendagaya-machi, Toyotama-gun             |                                          |                                          |                                          | Shibuya              | Shibuya              | Shibuya                               |
| Yoyohata-machi, Toyotama-gun              |                                          |                                          |                                          | Shibuya              | Shibuya              | Shibuya                               |
| Nakano-machi, Toyotama-gun                | Nakano-machi, Toyotama-gun               | Nakano-machi, Toyotama-gun               | Nakano-machi, Toyotama-gun               | Nakano               | Nakano               | Nakano                                |
| Nogata-machi, Toyotama-gun                |                                          |                                          |                                          | Nakano               | Nakano               | Nakano                                |
| Suginami-machi, Toyotama-gun              | Suginami-machi, Toyotama-gun             | Suginami-machi, Toyotama-gun             | Suginami-machi, Toyotama-gun             | Suginami             | Suginami             | Suginami                              |
| Wadabori-machi, Toyotama-gun              |                                          |                                          |                                          | Suginami             | Suginami             | Suginami                              |
| Iogi-machi, Toyotama-gun                  |                                          |                                          |                                          | Suginami             | Suginami             | Suginami                              |
| Takaido-machi, Toyotama-gun               |                                          |                                          |                                          | Suginami             | Suginami             | Suginami                              |
| Sugamo-machi, Kita-Toshima-gun            | Sugamo-machi, Kita-Toshima-gun           | Sugamo-machi, Kita-Toshima-gun           | Sugamo-machi, Kita-Toshima-gun           | Toshima              | Toshima              | Toshima                               |
| Nishi-Sugamo-machi, Kita-Toshima-gun      |                                          |                                          |                                          | Toshima              | Toshima              | Toshima                               |
| Nagasaki-machi, Kita-Toshima-gun          |                                          |                                          |                                          | Toshima              | Toshima              | Toshima                               |
| Takada-machi, Kita-Toshima-gun            |                                          |                                          |                                          | Toshima              | Toshima              | Toshima                               |
| Takinogawa-machi, Kita-Toshima-gun        | Takinogawa-machi, Kita-Toshima-gun       | Takinogawa-machi, Kita-Toshima-gun       | Takinogawa-machi, Kita-Toshima-gun       | Takinogawa           | Takinogawa           | Kita                                  |
| Ōji-machi, Kita-Toshima-gun               | Ōji-machi, Kita-Toshima-gun              | Ōji-machi, Kita-Toshima-gun              | Ōji-machi, Kita-Toshima-gun              | Ōji                  | Ōji                  | Kita                                  |
| Iwabuchi-machi, Kita-Toshima-gun          |                                          |                                          |                                          | Ōji                  | Ōji                  | Kita                                  |
| Minami-Senju-machi, Kita-Toshima-gun      | Minami-Senju-machi, Kita-Toshima-gun     | Minami-Senju-machi, Kita-Toshima-gun     | Minami-Senju-machi, Kita-Toshima-gun     | Arakawa              | Arakawa              | Arakawa                               |
| Mikawashima-machi, Kita-Toshima-gun       |                                          |                                          |                                          | Arakawa              | Arakawa              | Arakawa                               |
| Nippori-machi, Kita-Toshima-gun           |                                          |                                          |                                          | Arakawa              | Arakawa              | Arakawa                               |
| Ogu-machi, Kita-Toshima-gun               |                                          |                                          |                                          | Arakawa              | Arakawa              | Arakawa                               |
| Itabashi-machi, Kita-Toshima-gun          | Itabashi-machi, Kita-Toshima-gun         | Itabashi-machi, Kita-Toshima-gun         | Itabashi-machi, Kita-Toshima-gun         | Itabashi             | Itabashi             | Itabashi                              |
| Kami-Itabashi-mura, Kita-Toshima-gun      |                                          |                                          |                                          | Itabashi             | Itabashi             | Itabashi                              |
| Shimura-mura, Kita-Toshima-gun            |                                          |                                          |                                          | Itabashi             | Itabashi             | Itabashi                              |
| Akatsuka-mura, Kita-Toshima-gun           |                                          |                                          |                                          | Itabashi             | Itabashi             | Itabashi                              |
| Nerima-machi, Kita-Toshima-gun            | Nerima-machi, Kita-Toshima-gun           | Nerima-machi, Kita-Toshima-gun           | Nerima-machi, Kita-Toshima-gun           | Itabashi             | Itabashi             | Nerima                                |
| Kami-Nerima-mura, Kita-Toshima-gun        |                                          |                                          |                                          | Itabashi             | Itabashi             | Nerima                                |
| Nakaarai-mura, Kita-Toshima-gun           |                                          |                                          |                                          | Itabashi             | Itabashi             | Nerima                                |
| Shakujii-mura, Kita-Toshima-gun           |                                          |                                          |                                          | Itabashi             | Itabashi             | Nerima                                |
| Ōizumi-mura, Kita-Toshima-gun             |                                          |                                          |                                          | Itabashi             | Itabashi             | Nerima                                |
| Senju-machi, Minami-Adachi-gun            | Senju-machi, Minami-Adachi-gun           | Senju-machi, Minami-Adachi-gun           | Senju-machi, Minami-Adachi-gun           | Adachi               | Adachi               | Adachi                                |
| Umejima-machi, Minami-Adachi-gun          |                                          |                                          |                                          | Adachi               | Adachi               | Adachi                                |
| Nishiarai-machi, Minami-Adachi-gun        |                                          |                                          |                                          | Adachi               | Adachi               | Adachi                                |
| Kōhoku-mura, Minami-Adachi-gun            |                                          |                                          |                                          | Adachi               | Adachi               | Adachi                                |
| Toneri-mura, Minami-Adachi-gun            |                                          |                                          |                                          | Adachi               | Adachi               | Adachi                                |
| Ikō-mura, Minami-Adachi-gun               |                                          |                                          |                                          | Adachi               | Adachi               | Adachi                                |
| Fuchie-mura, Minami-Adachi-gun            |                                          |                                          |                                          | Adachi               | Adachi               | Adachi                                |
| Higashi-Fuchie-mura, Minami-Adachi-gun    |                                          |                                          |                                          | Adachi               | Adachi               | Adachi                                |
| Hanahata-mura, Minami-Adachi-gun          |                                          |                                          |                                          | Adachi               | Adachi               | Adachi                                |
| Ayase-mura, Minami-Adachi-gun             |                                          |                                          |                                          | Adachi               | Adachi               | Adachi                                |
| Honden-machi, Minami-Katsushika-gun       | Honden-machi, Minami-Katsushika-gun      | Honden-machi, Minami-Katsushika-gun      | Honden-machi, Minami-Katsushika-gun      | Katsushika           | Katsushika           | Katsushika                            |
| Okudo-machi, Minami-Katsushika-gun        |                                          |                                          |                                          | Katsushika           | Katsushika           | Katsushika                            |
| Minami-Ayase-machi, Minami-Katsushika-gun |                                          |                                          |                                          | Katsushika           | Katsushika           | Katsushika                            |
| Kameao-mura, Minami-Katsushika-gun        |                                          |                                          |                                          | Katsushika           | Katsushika           | Katsushika                            |
| Niijuku-machi, Minami-Katsushika-gun      |                                          |                                          |                                          | Katsushika           | Katsushika           | Katsushika                            |
| Kanamachi-machi, Minami-Katsushika-gun    |                                          |                                          |                                          | Katsushika           | Katsushika           | Katsushika                            |
| Mizumoto-mura, Minami-Katsushika-gun      |                                          |                                          |                                          | Katsushika           | Katsushika           | Katsushika                            |
| Komatsugawa-machi, Minami-Katsushika-gun  | Komatsugawa-machi, Minami-Katsushika-gun | Komatsugawa-machi, Minami-Katsushika-gun | Komatsugawa-machi, Minami-Katsushika-gun | Edogawa              | Edogawa              | Edogawa                               |
| Matsue-mura, Minami-Katsushika-gun        |                                          |                                          |                                          | Edogawa              | Edogawa              | Edogawa                               |
| Mizue-mura, Minami-Katsushika-gun         |                                          |                                          |                                          | Edogawa              | Edogawa              | Edogawa                               |
| Kasai-mura, Minami-Katsushika-gun         |                                          |                                          |                                          | Edogawa              | Edogawa              | Edogawa                               |
| Shikamoto-mura, Minami-Katsushika-gun     |                                          |                                          |                                          | Edogawa              | Edogawa              | Edogawa                               |
| Shinozaki-mura, Minami-Katsushika-gun     |                                          |                                          |                                          | Edogawa              | Edogawa              | Edogawa                               |
| Koiwa-machi, Minami-Katsushika-gun        |                                          |                                          |                                          | Edogawa              | Edogawa              | Edogawa                               |